# Gunnar Bovim

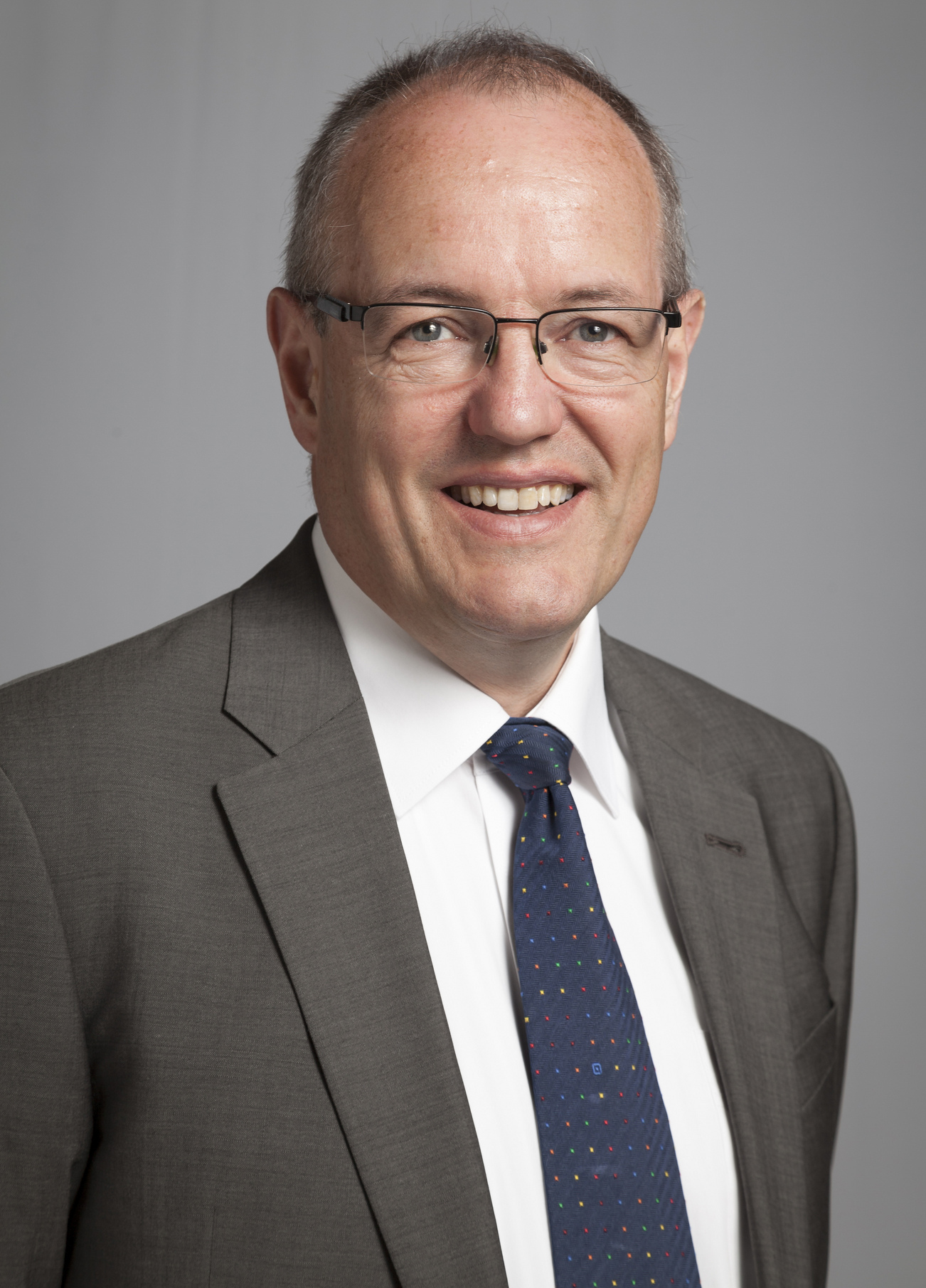
Porträt von Gunnar Bovim

Gunnar Bovim (* 1960) ist ein norwegischer Arzt. 2012–2019 war er Rektor der Technisch-Naturwissenschaftlichen Universität Norwegens (NTNU).

## Leben
Bovim studierte Medizin und wurde zunächst Facharzt für Neurologie, im Jahr 1988  Professor für Neurologie und promovierte 1993. Von 1996 bis 1998 war er Vize-Dekan sowie von 1999 bis 2005 Dekan der medizinischen Fakultät. 2005 wurde er stellvertretender Geschäftsführer der St. Olavs-Klinik in Trondheim und leitet sie seit 2006 als Vorstandsvorsitzender. Bovim wurde zum 1. August 2013 als Nachfolger von Torbjørn Digernes Rektor der NTNU.